# 다무라 다카아키 (1858년)

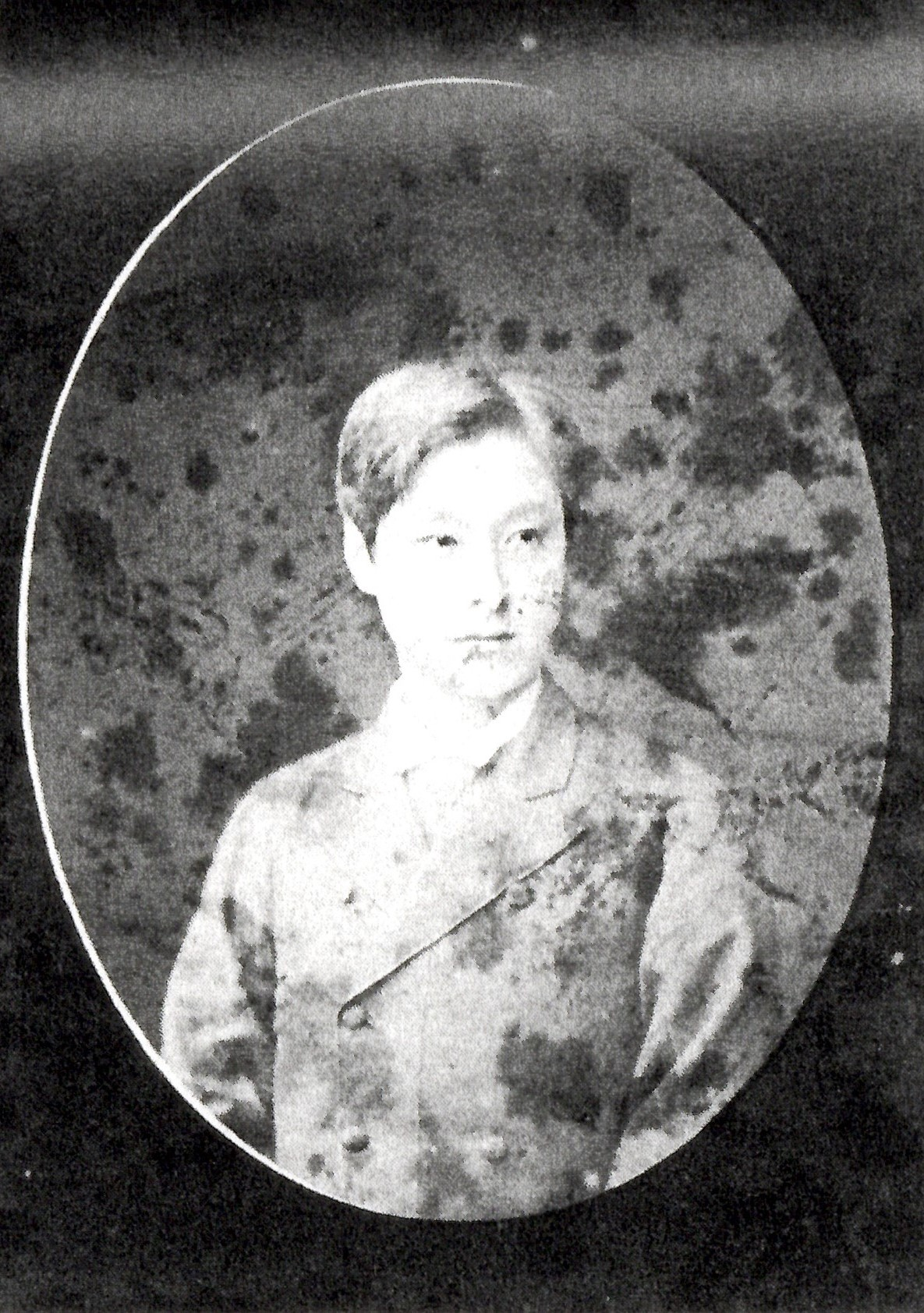
다무라 다카아키 자작

다무라 다카아키(일본어: 田村崇顕, 1858년 12월 24일 ~ 1922년 12월 11일)는 이치노세키번의 11대(마지막) 번주이다. 어릴적 이름은 쓰루타로(鶴太郎), 시즈마루(鎮丸)이며, 관위는 종5위하, 우쿄노다이부(右京大夫)이다. 나중에 자작이 되었다.
이시카와 요시미쓰의 넷째 아들로 태어났다. 1868년, 보신 전쟁 때 이치노세키번의 10대 번주였던 형 다무라 구니요시가 강제 은거당하게 되자, 다테 요시쿠니의 양자 자격으로 그 뒤를 이어 번주 자리에 올랐다. 1869년, 판적봉환으로 지번사가 되었고, 1871년 폐번치현으로 면직되었다. 1879년 2월에는 경찰 어용괘(御用掛)가 되었고, 1882년, 형에게 가독을 반환하였다. 1922년, 65세의 나이로 사망하였다.
| 전임 다무라 구니요시 | 제11대 이치노세키번 번주 1868년 ~ 1871년 | 후임 폐번치현 |